# Мідден-Гронінген
Мідден-Гронінген (нід. Midden-Groningen) — муніципалітет у Нідерландах, у провінції Гронінген.
Утворений 1 січня 2018 року шляхом об'єднання колишніх муніципалітетів Гогезанд-Саппемер, Слохтерен і Ментерволде.

## Населені пункти муніципалітету
Міста
- Гогезанд
- Саппемер

Села
- Боргеркомпані
- Ватергейзен
- Ваудблум
- Вестербрук
- Гаркстеде
- Геллюм
- Зейдбрук
- Кіл-Віндевер
- Колгам
- Кропсволде
- Люддевер
- Меден
- Мюнтендам
- Нордбрук
- Оверсхілд
- Сіддебюрен
- Слохтерен
- Стендам
- Схармер
- Схілдволде
- Т'юхем
- Тріпскомпані
- Фоксгол
- Фромбос

Селища
- Денемаркен

## Галерея

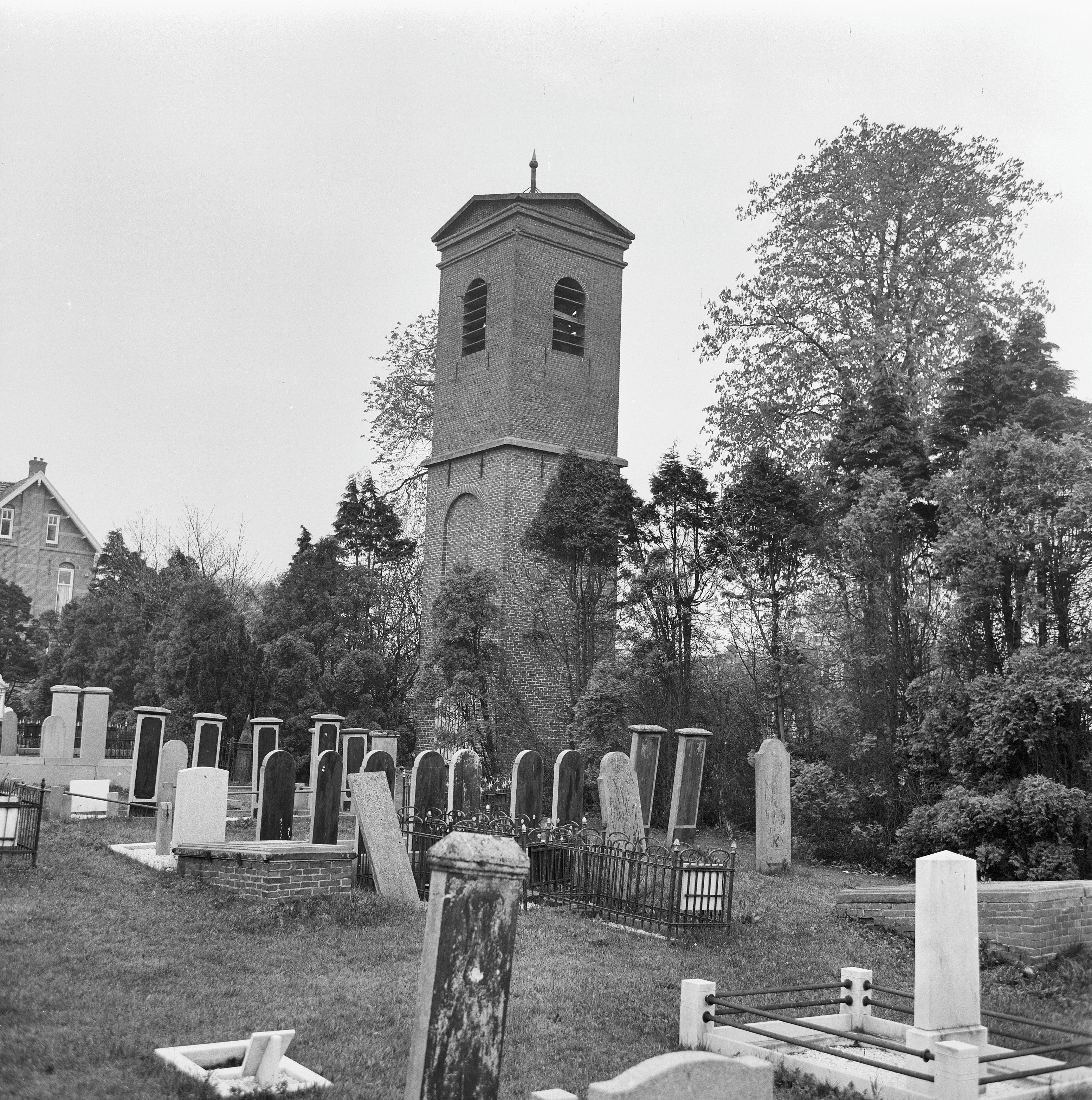
Цвинтар в Гогезанді
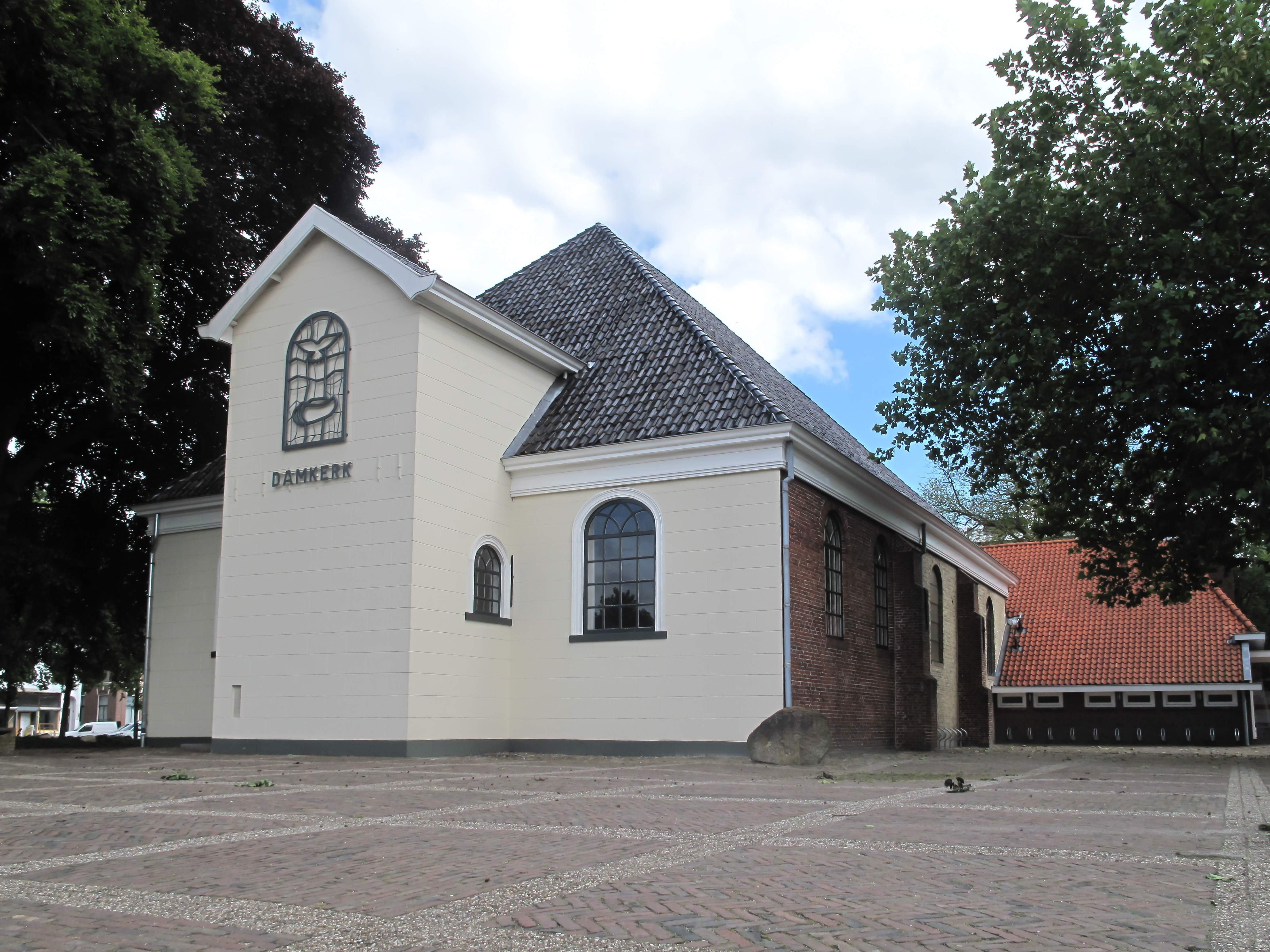
Церква в Гогезанді
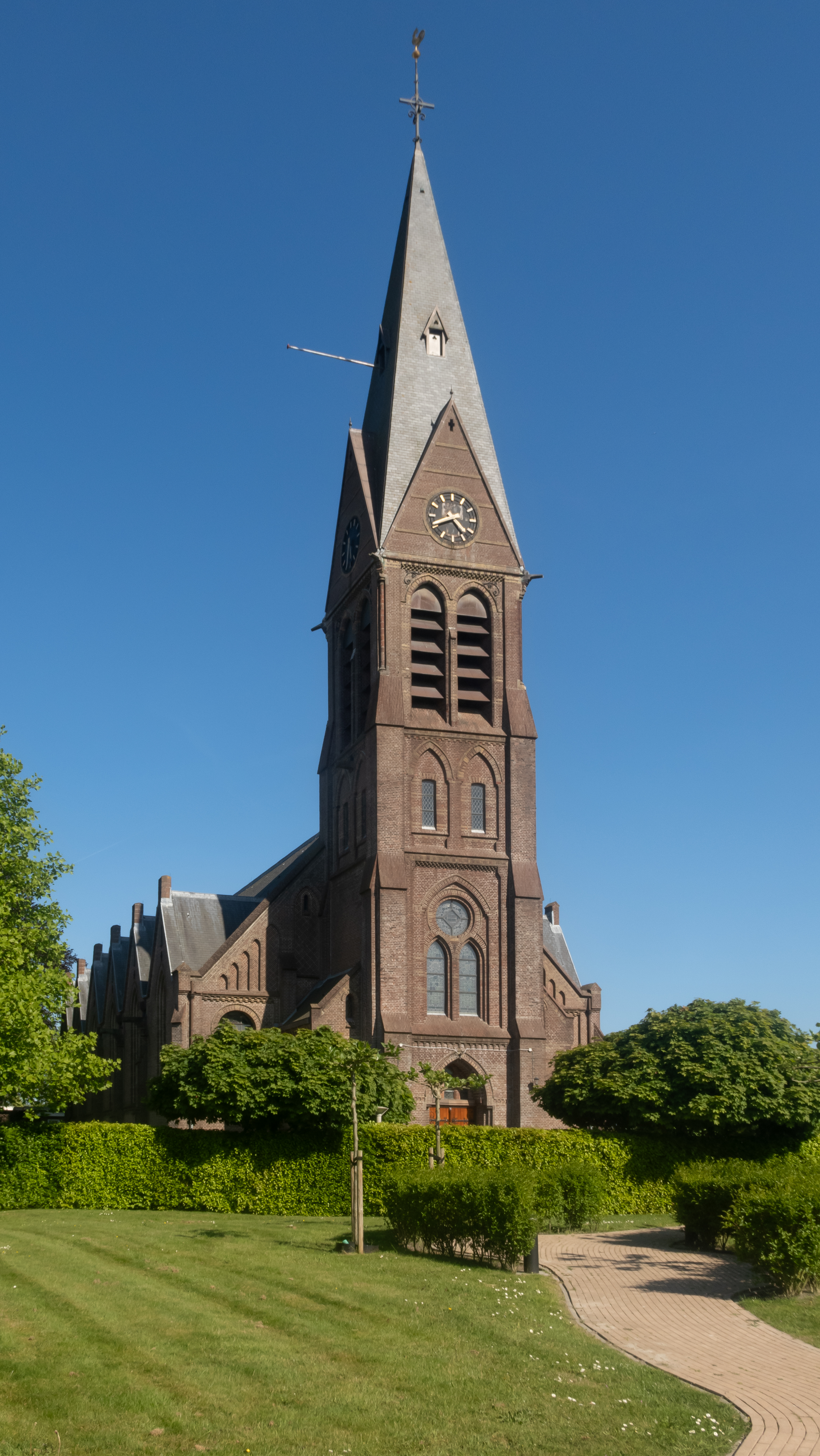
Церква св. Віллібордуса в Саппемері
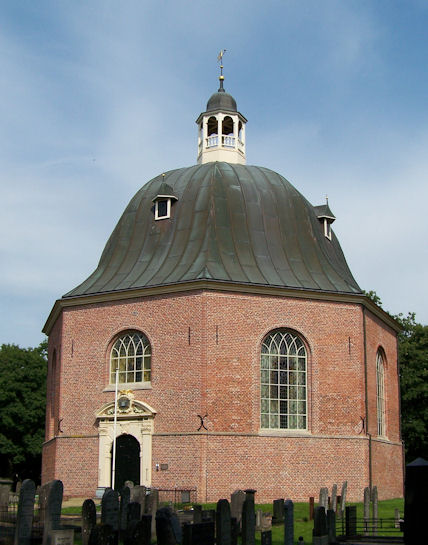
Церква в Саппемері
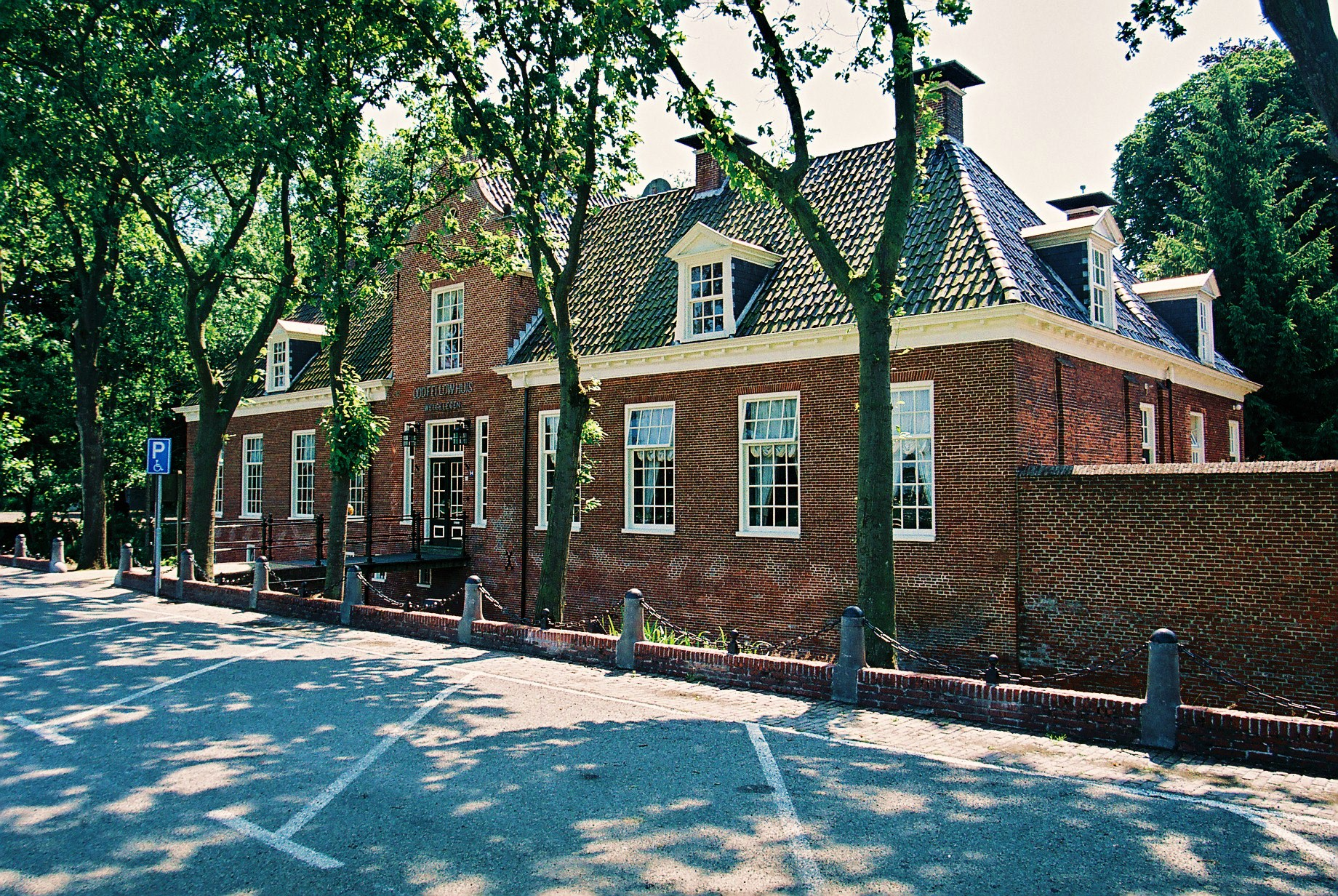
Замок Велгелеген в Саппемері